# To Play the King
《戲王者》（英語：To Play the King）是1993年英国广播公司播出的連續劇，以及《纸牌屋》三部曲的第二作。
本劇由保罗·斯德執導，由安德鲁·戴维斯將迈克尔·多布斯的同年同名小說改編為電視劇。本劇的開場和結束的主題曲音樂是吉姆·帕克作曲的「法蘭西斯·厄克特的進行曲」。
《戲王者》主要講述英国首相法蘭西斯·厄克特和新帝之間的矛盾，以及大選前的風風雨雨。由於本劇以及三部曲最後一作的《最後一擊》都是接續第一作的劇情，因此此兩作的劇情與原作有出入。

## 劇情
新加冕的国王對首相法蘭西斯·厄克特領導的保守黨政府有所不滿，繼而被牽涉在政治鬥爭之中。厄克特認為英國作為君主立宪國家，英王所作之事不可接受。英揆與英王第一次會面之時，國王就厄克特推行的社會政策表達憂慮，認為會導致更多城市問題。左派的環境大臣提出活化內城區，遭到厄克特的否決，更將其調任至欧盟委员会，此舉令到揆王關係更為緊張。與此同時，國王的助理新聞秘書克洛伊·卡迈克尔向傳媒外洩二人的會面成果，使厄克特怨憤不已。
厄克特懼怕國王會削弱他的地位，因而嘗試拉攏皇室成員的前妻－夏洛特公主。首相又讓他的下屬－党主席添·史坦普去說服公主，向小报《每日號角》編輯布鲁斯·布勒比爵士講述有關君主的駭人舊聞，並承諾只會在公主去世後才會發佈此等新聞。厄克特同時恆常的與國王的前妻見面，反覆的向她保證無意干擾君主制，暗示他支持她的年輕兒子提早繼位登基。 
國王和王室職員發出公共服務公告，隱含地譴責厄克特的政策令英國變差，又偷偷地團結反對派的各領袖，一起反對首相。國王的頑固不改激怒了厄克特，令他宣布提前大選。首相夫人伊莉莎白介紹負責進行民意調查的莎拉·夏婷，說服厄克特委任她為政治顧問。夏婷的智慧令厄克特十分讚嘆，亦令她在首相心中地位不斷提升，至於得力助手史坦普的升職則變得越來越渺茫。厄克特最終與夏婷發生關係，使得對方的婚姻岌岌可危。不過，厄克特的腦中仍然被馬蒂·薛多琳所纏繞著。而他不知道的是，原來有人拿到了薛多琳的錄音機，她的死因隨時會被公諸於世。而首相保鏢和安全顧問郝德則開始監視國王和其他政敵。 
夏婷一度遭到一群無家可歸的惡棍綁架，被要求「問他馬蒂·薛多琳的事」。縱然夏婷對厄克特有感覺，但她仍然對厄克特聲稱的薛多琳死因感到疑惑。夏婷與約翰·克拉耶夫斯基見面。克拉耶夫斯基曾經和薛多琳共事，在她死後患多疑症，並成為自由身記者。見面過後，克拉耶夫斯基遭到郝德和他的助手處決，並聲稱是支持愛爾蘭共和主義的恐怖分子所為。另一方面，首相威脅國王若繼續公開反對他，就會公開夏洛特公主的自述經歷。國王拒絕被要脅，令首相要採取下一步行動。厄克特繼續私底下與國王前妻見面，對方呼籲首相不要打退堂鼓。厄克特亦勒索布勒比在《每日號角》公開夏洛特公主的傳記，否則就發佈二人發生性關係的照片。
皇室醜聞成功打擊國王的支持度，但保守黨議員莊·史丁斯涉嫌與未成年人士發生性行為而被捕，令到政府的支持度被在野黨派超越。厄克特大發雷霆，指責史坦普把史丁斯放在公開場合下被捕。史丁斯未被捕前，國王顧問邁卡富曾經在同志酒吧見到他和未成年男子在一起。邁卡富開始擔心他的性取向會打擊國王的地位，因而最終決定在記者面前出櫃並宣布辭職。
有高层建筑物的租戶非法偷煤氣，導致大樓發生大爆炸，多人死亡。事件令國王對社會問題的不滿重新獲得社會關注，而厄克特則宣布有意重新實行國民兵役，讓無業青年加入軍隊。國王決定摒棄嚴密的保安，平民出訪，乘坐巴士探訪弱勢社群居住的公共房屋。國王之後在曼彻斯特的一條屋邨被惡霸綁架，原來是厄克特叫郝德安排的一場事件。至於在首相命令下一直暗中保護國王的降落傘兵團出手營救，令國王免受傷害。國王因無視安危而被批評無知，而首相則因護駕有功而被視為英雄。
同時間，郝德發現史坦普將薛多琳被殺一案的錄音聲帶備份給了夏婷。在伊莉莎白的督促下，厄克特下令郝德刺殺二人。保守黨最終以比半數多22席的優勢勝出大選，代表選民繼續支持厄克特的施政。一直以來公開反對厄克特的國王，亦被厄克特要求逊位。夏婷駕車與卡迈克尔見面期間，和史坦普駕車抵達蘇格蘭場後，二人的座駕都發生爆炸。媒體認定爆炸是臨時愛爾蘭共和軍發動的。
大結局的片尾見到少年新王加冕，意味厄克特成功迫令先王退位。片尾結束前，厄克特對著鏡頭得意的笑，洋洋得意的說「天佑吾皇」，本集至此結束。

## 打破第四面牆
厄克特與前作《紙牌屋》一樣，偶爾會透過鏡頭對觀眾說話，令觀眾對他有信心。厄克特在本劇伊始和終結時，都會挑戰觀眾去譴責他。

## 小說與電視劇之異
| 小說 | 電視劇                                                                          |
| --- | ------------------------------------------------------------------------------- |
| 故事開首為接續著上作《紙牌屋》，即厄克特才剛接任保守黨領袖                                                                                                   | 故事開首時，厄克特已經就任首相一段時間                                          |
| 添·史坦普在故事開首時接任保守黨主席 | 添·史坦普在故事開首時已經上任保守黨主席，而厄克特亦計劃提前大選，增加國會的優勢 |
| 厄克特無意再擴大權力後，班·蘭萊斯成為厄克特的對手和國王的盟友                                                                                                | 班·蘭萊斯並沒有出現                                                             |
| 克洛伊·卡迈克尔並沒有出現 | 克洛伊·卡迈克尔為國王出謀獻策                                                   |
| 由美國人莎莉·群恩向班·蘭萊斯提供有關厄克特的資訊 | 由英國人莎拉·夏婷向厄克特提供資訊                                               |
| 添·史坦普沒有背叛厄克特，因而沒有被謀殺 | 添·史坦普因為背叛厄克特而遭暗殺                                                 |
| 馬蒂·薛多琳和羅傑·奧尼爾被謀殺之事沒有被提及 | 馬蒂·薛多琳和羅傑·奧尼爾被謀殺之事被提及，前者更是史坦普和夏婷被殺的主因        |
| 小說中暗示首相伉儷膝下無子與厄克特有關，夫妻關係亦不及電視劇的緊密。當蘭萊斯威脅公開與伊莉莎白有染後，厄克特暗指他會與伊莉莎白離婚，博取同情，藉此穩固權力。 | 首相伉儷無子的原因未有提及                                                      |
| 國王願意在大選前遜位，表明會站出來公開反對厄克特，並堅持要厄克特處理他的退位後才可以提出舉行大選。而厄克特亦曾對國王的政治中立有信心                         | 厄克特感到自己的權力被挑戰，亦不滿國王在政治上不中立                            |

適逢美國版《紙牌屋》將於2013年播出，多布斯重寫了小說的部分內容，配合電視劇三部曲的劇情和讓三本小說有連貫性。以下為2013年重新出版的版本與初版之別：
- 小說的開首修改至與電視劇類同，厄克特已經執政接近兩年，而國王只是在女王駕崩後登基不久。
- 國王妻子注意到厄克特已經對權力感到厭倦，認為需要一個新敵人去挫敗他，以此說服丈夫退位。
- 厄克特勝選後告訴國王，若不退位，他將會利用任何可以支配的資源去摧毀皇室，國王因而被逼退位。
- 小說有額外的一幕－先王退位後，新加冕的少年國王告知厄克特「沒有什麼天長地久」，暗指他的相位和權力。是次會面令到續作中，厄克特思索著自己的傳奇一生，以及自己會否被後世銘記為一名強迫英格蘭國王的惡霸。
- 小說特別講述郝德和史坦普與厄克特之間的關係和往事。
- 郝德的性格修訂至與美國改編版的對應角色愛德華·米切姆更為相似。小說特別提及郝德對厄克特的忠誠乃是因為厄克特任職初期發生了未被說明的事件，而厄克特為郝德擔保。
- 史坦普在電視劇中的背叛和被暗殺情節依舊沒有寫進新編小說中。
- 馬蒂·薛多琳之死被數個記者小配角提及，暗指很多人認為厄克特的確謀殺了薛多琳，但因為厄克特高高在上、權力在握，以及他做事的手法，令到無人膽敢公開指控他。

## 外部鏈結
- 互联网电影数据库（IMDb）上《To Play the King》的资料（英文）